# Platypolynema cautum
Platypolynema cautum är en stekelart som beskrevs av Dmitriy Alekseevich Ogloblin 1960. Platypolynema cautum ingår i släktet Platypolynema och familjen dvärgsteklar. Inga underarter finns listade i Catalogue of Life.